# Jacques de La Villéon
Pour les autres membres de la famille, voir Famille de La Villéon.
Jacques de La Villéon, seigneur de Boisfeillet, est un noble breton.

## Biographie
Il est sénéchal de Rennes, procureur général et chancelier de Bretagne de 1485 à 1487 et chambellan du duc de Bretagne.

## Source
- Recherches sur la chevalerie du Duché de Bretagne, 1877
- Jean Ogée, Dictionnaire historique et géographique de la province de Bretagne, dédié à la nation bretonne: M-Z, Mollieux, 1853